# .cf
.cf je vrhovna internetska domena (country code top-level domain - ccTLD) za Srednjoafričku Republiku. Domenom upravlja Srednjoafričko telekomunikacijsko društvo.

## Vanjske poveznice
- IANA .cf whois informacija  Arhivirana inačica izvorne stranice od 19. travnja 2006. (Wayback Machine)